# Хилле, Петер
Петер Хилле (нем. Peter Hille; 11 сентября 1854, Нихайм — 7 мая 1904, Берлин) — немецкий писатель и поэт.

## Биография
Петер Хилле родился в Восточной Вестфалии, в семье учителя. Учился в гимназиях Хёкстера и Мюнстера. Ещё в школьные годы вступил в тайный молодёжный союз Затребиль (Satrebil). Его члены изучали работы К. Маркса, Ч. Дарвина, П. Ж. Прудона, А. Бебеля и др. В 1874 году П.Хилле был исключён из гимназии за неуспеваемость и затем служил письмоводителем у прокурора в Хёкстере, а позднее работал корректором в одной из лейпцигских типографий. В 1877 году Петер Хилле стал сотрудничать с журналом «Немецкая поэзия» (Deutsche Dichtung), в котором публикуются впервые его стихотворения. Для журнала «Немецкий ежемесячник» (Deutsche Monatsblätter) он публикует статьи по литературоведению. В течение некоторого времени Хилле работал в Бремене в социалистической газете «Бременский листок» (Bremer Tageblatt). В 1880 году писатель проживал в Лондоне в весьма скромных условиях и изучал там теории социализма и анархизма.
Получив наследство, Петер Хилле финансировал выступления некой голландской театральной труппы, которая его разорила. Поэт проживал в нищенских условиях, зачастую как бездомный. В 1888 году он заболел туберкулёзом. Тем не менее, он не оставил литературных занятий и играл важную роль в развитии натуралистического жанра в Германии. При помощи Карла Хенкеля поэт уехал в Цюрих, а оттуда отправился в Южную Европу. В 1891 году он проживал у своего друга Юлиуса Гарта. Полиция преследовала Хилле, видя в нём опасного социалиста. Хилле скрывался от слежки по всей Германии, пока в 1895 году не прибыл в Берлин. В Берлине Хилле оказали поддержку известные писатели-натуралисты Германии, с их финансовой помощью он в 1902 году открыл кабаре. Скончался от туберкулёза.

## Избранные сочинения
- Социалисты (Die Sozialisten), роман, 1886
- Сын платоника (Des Platonikers Sohn), трагедия воспитания, 1896
- Семирамида — Клеопатра (Semiramis — Cleopatra), 1902
- Хассенбург — роман Тевтобургского леса (Die Hassenburg — Roman aus dem Teutoburger Wald), 1905
- Чудо Иисусово (Das Mysterium Jesu), 1910
- Детская любовь (Kinderliebe), рассказ, 1894
- Сочинения Петера Хилле в Немецкой библиотеке стихотворений